# Punto de Nagel

El punto de Nagel (N, en azul) de un triángulo (en negro). El triángulo rojo es triángulo extratangente, y en color naranja aparecen las circunferencias exinscritas del triángulo

En geometría, el punto de Nagel es uno de los elementos notables de un triángulo, uno de los puntos asociados con un determinado triángulo cuya definición no depende de la ubicación o escala del triángulo. Dado un triángulo ABC, sean  TA, TB y TC los puntos extratangentes en el que la circunferencia exinscrita-A se encuentra con la línea BC ', la circunferencia-B se encuentra con la línea CA, y la circunferencia-C se encuentra con la línea AB, respectivamente. Las líneas ATA, BTB, CTC concurren en el punto de Nagel N del triángulo ABC. El punto de Nagel lleva el nombre de Christian Heinrich von Nagel, un matemático alemán del siglo XIX, que escribió sobre este punto en 1836.
Otra construcción del punto TA es comenzar en A y trazar alrededor del triángulo ABC su semiperímetro, y de manera similar para TB y TC. Debido a esta construcción, el punto de Nagel a veces también se llama punto perimetral bisecado, y los segmentos ATA, BTB, CTC se llaman triángulos divisorios.

## Relación con otros centros de triángulos
El punto de Nagel es el conjugado isotómico del punto de Gergonne. El punto de Nagel, el centroide, el punto de Spieker y el incentro son colineales en una recta denominada línea de Nagel. El incentro es el punto de Nagel del triángulo medial; equivalentemente, el punto de Nagel es el incentro del triángulo anticomplementario.

## Coordenadas trilineales
Las coordenadas trilineales del punto de Nagel son como
{\displaystyle \csc ^{2}(A/2)\,:\,\csc ^{2}(B/2)\,:\,\csc ^{2}(C/2)}
o, de manera equivalente, en términos de las longitudes de los lados a = |BC|, b = |CA| y c = |AB |,
{\displaystyle {\frac {b+c-a}{a}}\,:\,{\frac {c+a-b}{b}}\,:\,{\frac {a+b-c}{c}}.}
(siendo csc la función cosecante)